# Jane Curtin
Jane Therese Curtin (ur. 6 września 1947 w Cambridge, Massachusetts w USA) – amerykańska aktorka.
Występowała w serialu: „Trzecia planeta od Słońca” oraz „Kate i Allie”, za który została nagrodzona dwiema nagrodami Emmy w 1984 i 1985 roku.
W 1975 wyszła za mąż za Patricka Lyncha. Jest matką Tess Lynch.

## Filmografia
- 2009 „Stary, kocham cię” jako Joyce Klaven
- 2006 „Na psa urok” jako sędzia
- 2006 „Bibliotekarz II: Tajemnice kopalni króla Salomona” jako Charlene
- 2006 „Crumbs” jako Suzanne
- 2005 „Homarowy biznes” jako Maureen Giorgio
- 2004 „Bibliotekarz: Tajemnica włóczni” jako Charlene
- 2004 „Geraldine's Fortune” jako Geraldine Liddle
- 2003 „Our Town” jako pani Myrtle Webb
- 2002 „Cyberłowcy” jako lady Ada Byron Lovelace (głos)
- 1999–2000 „Złapać spadającą gwiazdę” (To Catch a Falling Star) jako Fran
- 1998–1999 „Herkules” jako Hippolyte (głos)
- 1998 „Mrówka Z” jako Muffy (głos)
- 1996–2001 „Trzecia planeta od Słońca” jako Mary Margaret Albright
- 1995 „Tad” jako Mary Todd Lincoln
- 1993 „Stożkogłowi” jako Prymatt Conehead/Mary Margaret DeCicco
- 1990 „Working It Out” jako Sarah Marshall
- 1990 „Wspólna planeta” jako Alice McGoff
- 1989 „The More You Know” jako ona sama
- 1988 „Na zawsze” jako Julia Gilbert
- 1988 „Sesame Street Special” jako ona sama
- 1987 „O.C. & Stiggs” jako Elinore Schwab
- 1987 „Suspicion” jako Lina McLaidlaw
- 1984–1989 „Kate i Allie” jako Allie Lowell
- 1982 „The Coneheads” jako Prymaat (głos)
- 1982 „Candida” jako Prossie
- 1982 „Divorce Wars: A Love Story” jako Vickey Sturgess
- 1980 „Jak zmniejszyć wysokie koszty życia” jako Elain
- 1979 „Mr. Mike’s Mondo Video” jako ona sama
- 1977–1986 „Statek miłości” jako Regina Parker

## Nagrody i nominacje
- 1984, 1985 - nagroda Emmy - najlepsza aktorka w serialu komediowym „Kate and Allie”
- 1987 - nominacja Emmy - najlepsza aktorka w serialu komediowym „Kate & Allie”
- 1985 - nominacja Złoty Glob - najlepsza aktorka w musicalu lub komedii „Kate & Allie”